# Европско првенство у атлетици на отвореном 1990 — троскок за мушкарце
Троскок у мушкој конкуренцији на Европском првенству у атлетици 1990. у Сплиту одржан је 30. и 31. августа на стадиону Пољуд.
Титулу освојену 1986. у Штутгарту, није одбранио Христо Марков из Бугарске.

## Земље учеснице
Учествовало је 19 такмичара из 12 земаља. 
1. Белгија (1)
2. Бугарска (1)
3. Западна Немачка (1)
4. Израел (1)
5. Источна Немачка (2)
6. Југославија (1)
7. Кипар (1)
8. Пољска (2)
9. Совјетски Савез (3)
10. Уједињено Краљевство (1)
11. Француска (3)
12. Шведска (2)

## Рекорди
| Рекорди пре почетка Европског првенства 1990.     | Рекорди пре почетка Европског првенства 1990. | Рекорди пре почетка Европског првенства 1990. | Рекорди пре почетка Европског првенства 1990. | Рекорди пре почетка Европског првенства 1990. | Рекорди пре почетка Европског првенства 1990. |
| ------------------------------------------------- | --------------------------------------------- | --------------------------------------------- | --------------------------------------------- | --------------------------------------------- | --------------------------------------------- |
| Светски рекорд                                    | Вили Бенкс                                    | Сједињене Државе                              | 17,97                                         | Индијанаполис, САД                            | 16. јуни 1985.                                |
| Европски рекорд                                   | Христо Марков                                 | Бугарска                                      | 17,92                                         | Рим, Италија                                  | 31. август 1987.                              |
| Рекорди Европских првенстава                      | Христо Марков                                 | Бугарска                                      | 17,66                                         | Штутгарт, Западна Немачка                     | 30. август 1986.                              |
| Најбољи светски резултат сезоне                   | Kenny Harrison                                | Сједињене Државе                              | 17,93                                         | Стокхолм, Шведска                             | 2. јули 1990.                                 |
| Најбољи европски резултат сезоне                  | Владимир Иноземцев                            | Совјетски Савез                               | 17,90                                         | Братислава, Чехословачка                      | 20. јуни 1990.                                |
| Рекорди после завршетка Европског првенства 1990. |                                               |                                               |                                               |                                               |                                               |
| Рекорди Европских првенстава                      | Леонид Волошин                                | Совјетски Савез                               | 17,74                                         | Сплит, Југославија                            | 31. август 1990.                              |

## Најбољи резултати у 1990. години
Најбољи атлетичари у троскоку 1990. године пре почетка европског првенства (26. августа 1990) заузимало је следећи пласман на европској и светској ранг листи (СРЛ).
| 1.  | Владимир Иноземцев | Совјетски Савез | 17,90 | 20. јун    | 2. СРЛ  |
| 2.  | Олег Проценко      | Совјетски Савез | 17,75 | 10. јун    | 3. СРЛ  |
| 3.  | Василиј Соков      | Совјетски Савез | 17,47 | 10. јун    | 5. СРЛ  |
| 4.  | Леонид Волошин     | Совјетски Савез | 17,40 | 12. август | 6. СРЛ  |
| 5.  | Васиф Асадов       | Совјетски Савез | 17,33 | 18. јун    | 7. СРЛ  |
| 6.  | Христо Марков      | Бугарска        | 17,31 | 24. јун    | 8. СРЛ  |
| 7.  | Олег Гроховскиј    | Совјетски Савез | 17,30 | 12. август | 9. СРЛ  |
| 8.  | Игор Лапшин        | Совјетски Савез | 17,26 | 7. август  | 10. СРЛ |
| 9.  | Јан Чадо           | Чехословачка    | 17,20 | 2. август  | 11. СРЛ |
| 10. | Торд Хенриксон     | Шведска         | 17,10 | 2. август  | 12. СРЛ |
|     |                    |                 |       |            |         |
|     | Зоран Ђурђевић     | Југославија     |       |            |         |

Такмичари чија су имена подебљана учествовали су на ЕП.

## Победници
|                                |                        |                             |
| Леонид Волошин Совјетски Савез | Христо Марков Бугарска | Игор Лапшин Совјетски Савез |

## Резултати

### Квалификације
У квалификацијама атлетичари су били подељени у две групе. У финале су се пласирала 12 атлетичара са најбољим резултатима у квалификацијама (кв).
| Пласман | Група | Атлетичар            | Земља                | Време | Белешке |
| ------- | ----- | -------------------- | -------------------- | ----- | ------- |
| 1.      | Б     | Леонид Волошин       | Совјетски Савез      | 17,59 | КВ      |
| 2.      | Б     | Олег Проценко        | Совјетски Савез      | 17,41 | КВ      |
| 3.      | А     | Игор Лапшин          | Совјетски Савез      | 17,01 | КВ      |
| 4.      | Б     | Христо Марков        | Бугарска             | 16,96 | КВ      |
| 5.      | А     | Georges Sainte-Rose  | Француска            | 16,88 | КВ      |
| 6.      | А     | Volker Mai           | Источна Немачка      | 16,88 | КВ      |
| 7.      | Б     | Jörg Frieß           | Источна Немачка      | 16,86 | КВ      |
| 8.      | А     | John Herbert         | Уједињено Краљевство | 16,79 | КВ      |
| 9.      | Б     | Eugeniusz Bedeniczuk | Пољска               | 16,79 | КВ      |
| 10.     | А     | Ralf Jaros           | Западна Немачка      | 16,75 | КВ      |
| 11.     | Б     | Marios Hadjiandreou  | Кипар                | 16,75 | КВ      |
| 12.     | А     | Andrzej Grabarczyk   | Пољска               | 16,61 | КВ      |
| 13.     | А     | Зоран Ђурђевић       | Југославија          | 16,45 |         |
| 14.     | Б     | Didier Falise        | Белгија              | 16,32 |         |
| 15.     | Б     | Пјер Камара          | Француска            | 16,18 |         |
| 16.     | Б     | Rogel Nachum         | Израел               | 16,01 |         |
| 17.     | Б     | Торд Хенриксон       | Шведска              | 16,00 |         |
| 18.     | А     | Claes Rahm           | Шведска              | 15,98 |         |
|         |       | Serge Hélan          | Француска            | НС    |         |

### Финале
| Пласман | Атлетичар            | Земља                | Време | Белешке |
| ------- | -------------------- | -------------------- | ----- | ------- |
|         | Леонид Волошин       | Совјетски Савез      | 17,74 | РЕП     |
|         | Христо Марков        | Бугарска             | 17,43 |         |
|         | Игор Лапшин          | Совјетски Савез      | 17,34 |         |
| 4.      | Jörg Frieß           | Источна Немачка      | 17,01 |         |
| 5.      | Volker Mai           | Источна Немачка      | 16,88 |         |
| 6.      | Andrzej Grabarczyk   | Пољска               | 16,82 |         |
| 7.      | Georges Sainte-Rose  | Француска            | 16,81 |         |
| 8.      | Олег Проценко        | Совјетски Савез      | 16,80 |         |
| 9.      | John Herbert         | Уједињено Краљевство | 16,73 |         |
| 10.     | Marios Hadjiandreou  | Кипар                | 16,63 |         |
| 11.     | Eugeniusz Bedeniczuk | Пољска               | 16,60 |         |
| 12.     | Ralf Jaros           | Западна Немачка      | 16,24 |         |